# Miss Intercontinental 2015
Miss Intercontinental 2015 fue la cuadragésima cuarta (44.ª) edición del certamen Miss Intercontinental, correspondiente al año 2015; la cual se llevó a cabo el 18 de diciembre en Magdeburgo, Alemania. Candidatas de 62 países y territorios autónomos compitieron por el título. Al final del evento, Phataraporn Wang, Miss Intercontinental 2014 de Tailandia, coronó a Valentina Rasulova, de Rusia, como su sucesora.

## Resultados
| Posiciones                 | Candidata |
| -------------------------- | --- |
| Miss Intercontinental 2015 | - Rusia - Valentina Rasulova |
| Primera Finalista          | - Filipinas - Christi Lynn Landrito McGarry |
| Segunda Finalista          | - Estados Unidos - Brianne Audrey Bailey |
| Tercera Finalista          | - Venezuela - Katherine Charlotte García Salinas |
| Cuarta Finalista           | - Zimbabue - Tendai Igomu Bongani Hunda |
| Top 17                     | - Austria - Marika Pfanner - Corea del Sur - Cho Ye-Seul - Curazao - Shaedith Adriana Rohrms - India - Sneha Priya Roy - México - Paulina Flores Cantú - Polonia - Agata Brylkawczka - Puerto Rico - Suzette Eunice Rivera Sañes - San Marino - Glenda Mariana Canavese Di Fiorlli - Santo Tomé y Príncipe - Maryan Okafor Ogubang - Tailandia - Boonyanee Sungpirom - Ucrania - Daria Sheiko - Vietnam - Lê Thị Hà Thu |

### Reinas Continentales
| Continente     | Candidata                                        |
| -------------- | ------------------------------------------------ |
| África         | - Zimbabue - Tendai Igomu Bongani Hunda          |
| Asia y Oceanía | - Filipinas - Christi Lynn Landrito McGarry      |
| Europa         | - Rusia - Valentina Rasulova                     |
| Norteamérica   | - Estados Unidos - Brianne Audrey Bailey         |
| Sudamérica     | - Venezuela - Katherine Charlotte García Salinas |

## Premiaciones
| Premio                  | Candidata                                     |
| ----------------------- | --------------------------------------------- |
| Miss Simpatía           | - España - Fátima Elisabet Santano Trinidad   |
| Miss Fotogénica         | - Tailandia - Boonyanee Sungpirom             |
| Miss Popularidad        | - Vietnam - Lê Thị Hà Thu                     |
| Mejor Traje Nacional    | - Indonesia - Yovita Iskandar Putri           |
| Mejor en Traje de Noche | - Colombia - Daniela Andrea Gutiérrez Cuartas |
| Mejor Cuerpo            | - Rusia - Valentina Rasulova                  |
| Mejor Sonrisa           | - República Checa - Veronika Thielowá         |

## Candidatas
62 candidatas compitieron por el título:
(En la tabla se utiliza su nombre completo, los sobrenombres van entrecomillados y los apellidos utilizados como nombre artístico, entre paréntesis; fuera de ella se utilizan sus nombres «artísticos» o simplificados).
| País/Territorio       | Candidata                              | Edad | Residencia              |
| --------------------- | -------------------------------------- | ---- | ----------------------- |
| Alemania              | Mailin Sofia Marrero Solano            | 19   | Magdeburgo              |
| Argentina             | Agustina Epelde Finavi                 | 21   | Rosario                 |
| Armenia               | Hrispime Sargsyan                      | 21   | Ereván                  |
| Australia             | Melissa Elsworth George                | 18   | Healesville             |
| Austria               | Marika Pfanner                         | 22   | Kennelbach              |
| Azerbaiyán            | Nigar Ibragimova                       | 23   | Bakú                    |
| Bolivia               | Sharon Ingrid Valverde Zeballos        | 21   | Santa Cruz de la Sierra |
| Bonaire               | Skye Analien Romeijn                   | 19   | Kralendijk              |
| Brasil                | Lilioze Cristine Mendonça Amaral       | 23   | Belo Horizonte          |
| Bulgaria              | Ines Petrova                           | 21   | Sofía                   |
| Canadá                | Jasmine-Fayth Prince Pruner            | 22   | Guelph                  |
| China                 | Zhen Fan Ying                          | 23   | Guiyang                 |
| Colombia              | Daniela Andrea Gutiérrez Cuartas       | 23   | Cali                    |
| Corea del Sur         | Cho Ye-Seul                            | 23   | Seúl                    |
| Costa Rica            | Lisbeth Tatiana Valverde Brenes        | 20   | San Ramón               |
| Curazao               | Shaedith Adriana Rohrms                | 19   | Willemstad              |
| Dinamarca             | Amalie Lykke Nygaard                   | 17   | Copenhague              |
| El Salvador           | Denisse Saraí Deras Méndez             | 22   | San Salvador            |
| Escocia               | Rachel Altenburg                       | 20   | Glasgow                 |
| España                | Fátima Elisabet Santano Trinidad       | 25   | Badajoz                 |
| Estados Unidos        | Brianne Audrey Bailey                  | 20   | Fort Lauderdale         |
| Filipinas             | Christi Lynn Landrito McGarry          | 25   | Nabua                   |
| Gales                 | Sarah-Jayne Evans                      | 22   | Caerphilly              |
| Georgia               | Yelena Gamkrelidze                     | 22   | Tiflis                  |
| Grecia                | Maria Theodosiou                       | 22   | Rétino                  |
| Guadalupe             | Jennifer Obela Pheelip                 | 25   | Basse-Terre             |
| Guatemala             | Saida Nineth Jerónimo Valenzuela       | 24   | Chiquimula              |
| Hungría               | Virág Steingruber                      | 19   | Budapest                |
| India                 | Sneha Priya Roy                        | 21   | Bombay                  |
| Indonesia             | Yovita Iskandar Putri                  | 22   | Kendari                 |
| Inglaterra            | Anya Shandie Gould                     | 21   | Sunderland              |
| Italia                | Eliana Sbaraglisso                     | 20   | Nápoles                 |
| Kenia                 | Brenda Chebet Juma                     | 26   | Nairobi                 |
| Kosovo                | Nora Muja                              | 20   | Pristina                |
| Líbano                | Carmen Abella Al Badri                 | 22   | Chekka                  |
| Malta                 | Maxine Lussa Scerri                    | 24   | Mosta                   |
| México                | Paulina Flores Cantú                   | 24   | San Pedro Garza García  |
| Moldavia              | Crina Verikna Stîncă                   | 25   | Briceni                 |
| Mongolia              | Dolgion Delgerjav                      | 23   | Ulán Bator              |
| Myanmar               | W May Shin Sein Wi                     | 23   | Myitkyina               |
| Nigeria               | Okeke Blessing Chidinma                | 19   | Awka                    |
| Nueva Zelanda         | Cameo Mea Turner                       | 17   | Auckland                |
| Países Bajos          | Iris Van Hertroijs                     | 22   | Breda                   |
| Panamá                | Nahitsorysh Jonneliss González de León | 25   | Ciudad de Panamá        |
| Perú                  | Breatzy Lissette Ramírez Urquía        | 25   | Lima                    |
| Polonia               | Agata Brylkawczka                      | 20   | Konstantynów Łódź       |
| Portugal              | Susana Larisa Nogueira Do Dourado      | 24   | Lisboa                  |
| Puerto Rico           | Suzette Eunice Rivera Sañes            | 25   | Arecibo                 |
| República Checa       | Veronika Thielowá                      | 24   | Praga                   |
| República Dominicana  | Alejandra Karolina Castillo Almanzar   | 18   | Salcedo                 |
| Rumania               | Adriana Radmilia Dumitru Iovanescu     | 19   | Bucarest                |
| Rusia                 | Valentina Rasulova                     | 24   | Rostov                  |
| San Marino            | Glenda Mariana Canavese Di Fiorlli     | 23   | Ciudad de San Marino    |
| Santo Tomé y Príncipe | Maryan Okafor Ogubang                  | 24   | Santo Tomé              |
| Sudáfrica             | Mienke van Rooyen                      | 19   | Bloemfontein            |
| Suecia                | Alexandra Alice Engstrom               | 25   | Västerås                |
| Tailandia             | Boonyanee Sungpirom                    | 21   | Nakhon Pathom           |
| Turquía               | Aysel Armank                           | 27   | Estambul                |
| Ucrania               | Daria Sheiko                           | 21   | Jórlivka                |
| Venezuela             | Katherine Charlotte García Salinas     | 25   | Valencia                |
| Vietnam               | Lê Thị Hà Thu                          | 23   | Thừa Thiên Huế          |
| Zambia                | Mwaka Myrika Donah Nyirenda            | 20   | Lusaka                  |
| Zimbabue              | Tendai Igomu Bongani Humda             | 24   | Chitungwiza             |

### Candidatas retiradas
- Barbados - Aaleah Cleo-Tiseon Harris
- Botsuana - Teto Machengas
- Haití - Misna Fiabiane Lagrenade
- Irlanda del Norte - Katie Sandrine Mc Donnell
- Malasia - Livonia Ricky
- Mauricio - Lorrie Ley
- Paraguay - Katri Villamayor Montiel
- República Eslovaca - Dominika Zemanová
- Trinidad y Tobago - Raquelle Cassie Browne

### Candidatas reemplazadas
- Bonaire - Michelle Gumbs fue reemplazada por Skye Analien Romeijn.
- Kosovo - Atdhetare Sulejmani fue reemplazada por Nora Muja.
- Nueva Zelanda - Emily Selma Young fue reemplazada por Cameo Mea Turner.

## Datos acerca de las delegadas
Algunas de las delegadas del Miss Intercontinental 2015 han participado en otros certámenes internacionales de importancia:
- Hrispime Sargsyan (Armenia) participó sin éxito en Lady Universo 2016, Miss Cosmopolitan World 2016 y Miss Tierra 2019.
- Sharon Ingrid Valverde Zeballos (Bolivia) participó sin éxito en Miss Supranacional 2015.
- Cho Ye-Seul (Corea del Sur) fue semifinalista en Miss Grand Internacional 2016.
- Lisbeth Tatiana Valverde Brenes (Costa Rica) fue ganadora de Miss Centroamérica 2014, Miss Costa Maya Internacional 2019 y Miss Panamerican Internacional 2019, tercera finalista en Miss América Latina 2015 y participó sin éxito en Miss Turismo Internacional 2016 y el Reinado Internacional del Café 2016.
- Denisse Saraí Deras Méndez (El Salvador) participó sin éxito en Reina Hispanoamericana 2015.
- Christi Lynn Landrito McGarry (Filipinas) fue semifinalista en Top Model of the World 2009/2010 y Miss Intercontinental 2010.
- Yelena Gamkrelidze (Georgia) fue semifinalista en Miss Globe Internacional 2014.
- Nora Muja (Kosovo) fue cuartofinalista en Top Model of the World 2017.
- Maxine Lussa Scerri (Malta) participó sin éxito en Miss Europa Continental 2016.
- Paulina Flores Cantú (México) fue semifinalista en Miss Grand Internacional 2016.
- Crina Verikna Stîncă (Moldavia) participó sin éxito en Top Model of the World 2015, Miss Turismo Queen Internacional 2015, Miss Tierra 2016, representando a Rumania, y Top Model of the World 2017.
- Dolgion Delgerjav (Mongolia) fue ganadora de Miss Asia Pacific Oceans 2007, cuartofinalista en Miss World Peace 2012 y participó sin éxito en Miss Internacional 2012, World Supermodel Production 2017 y Miss Universo 2018.
- Susana Larisa Nogueira Do Dourado (Portugal) fue cuartofinalista en Miss Tierra 2011.
- Mwaka Myrika Donah Nyirenda (Zambia) participó sin éxito en Top Model of the World 2019.
- Tendai Igomu Bongani Humda (Zimbabue) participó sin éxito en Miss Mundo 2014.

## Sobre los países en Miss Intercontinental 2015

### Naciones debutantes
- Santo Tomé y Príncipe

### Naciones que regresan a la competencia
Compitió por última vez en 2004:
- San Marino

Compitió por última vez en 2008:
- Kenia

Compitieron por última vez en 2010:
- Moldavia
- Zambia

Compitieron por última vez en 2011:
- Armenia
- Austria
- Bulgaria
- Zimbabue

Compitieron por última vez en 2013:
- Bolivia
- Bonaire
- China
- Curazao
- Guatemala
- Países Bajos
- República Dominicana
- Rusia

### Naciones ausentes
Bélgica,  Cuba,  Ecuador,  Egipto,  Francia,  Honduras,  Irak,  Irán,  Islas Vírgenes de los Estados Unidos,  Japón,  Lituania,  Malasia,  Marruecos,  Mauricio,  Paraguay,  República Eslovaca,  Singapur,  Suiza,  Taiwán,  Tartaristán y  Trinidad y Tobago no enviaron una candidata este año.